# Sant Antoni de Vilanova de Prades
Sant Antoni de Vilanova de Prades és una església de Vilanova de Prades (Conca de Barberà) inclosa a l'Inventari del Patrimoni Arquitectònic de Catalunya.

## Descripció
Edifici d'estructura molt senzilla, format per una portalada de pedra que forma un arc deprimit. L'única ornamentació de tota l'església prové d'un ull de bou amb vitrall de factura moderna i un frontó clàssic al capdamunt de l'estructura. Aquest darrer també té un petit ull de bou.
L'estat de conservació és molt bo.

## Història
Fou bastida al segle xix i, segons tradició popular, costejada principalment per tres senyores que es deslliuraren de la pesta. Va ser saquejada durant la Guerra Civil espanyola.